# 1646 en philosophie
Chronologie de la philosophie
- 1642
- 1643
- 1644
- 1645
- 1646
- 1647
- 1648
- 1649
- 1650

L’année 1646 a été marquée, en philosophie, par les événements suivants :

## Naissances
- Matthias (ou Mathias) Knutzen (né à Oldenswort)[1] est, avec son contemporain Spinoza, un penseur allemand protestant, considéré comme précurseur de la philosophie athée moderne.

- 5 juin à Venise : Elena Lucrezia Cornaro Piscopia (morte le 28 juillet 1684 à Padoue) est une philosophe et mathématicienne italienne, membre de la famille Cornaro, qui donna quatre doges à la République de Venise.

- 1er juillet à Leipzig : Gottfried Wilhelm Leibniz, mort à Hanovre le 14 novembre 1716, est un philosophe, scientifique, mathématicien, logicien, diplomate, juriste, bibliothécaire et philologue allemand. Esprit polymathe, personnalité importante de la période Frühaufklärung, il occupe une place primordiale dans l'histoire de la philosophie et l'histoire des sciences (notamment des mathématiques) et est souvent considéré comme le dernier « génie universel ».

## Décès
- 22 septembre à Paris : Guillaume du Val, aussi appelé Guillaume Duval, latinisé en Guillelmus Du Val ou Guillelmus Du Vallius est un érudit, médecin et philosophe français, né à Pontoise vers 1572.